# 唐衣橘洲
唐衣 橘洲（からごろも きっしゅう、旧仮名遣い：からころもきつしう、寛保3年12月4日（1744年1月18日） - 享和2年7月18日（1802年8月15日））は、江戸時代後期の狂歌師。大田南畝、朱楽菅江と共に天明狂歌の社会現象をおこし、狂歌三大家といわれた。本名は小島源之助、名は恭従（のち謙之）、字は温之、別号は酔竹園。

## 来歴
来歴は『新版近世文学研究事典』に拠る。
江戸四谷忍原横町に住んだ幕臣。内山賀邸に和学漢学を学び、萩原宗固に和歌を学ぶ。1769年（明和6年）に大田南畝・平秩東作を誘って狂歌会を開き、1770年（明和7年）に賀邸と宗固を判者として「明和十五番狂歌合」を催し、狂歌愛好者が増えていくが、南畝と対立。1783年（天明3年）正月刊行の南畝撰『万載狂歌集』が、橘洲撰『狂歌若葉集』を圧倒したため、橘洲は狂歌界と疎遠になるが、1785年（天明5年）『俳優風』『夷歌百鬼夜狂』で復帰。1790年（寛政2年）に『狂歌初心抄』、1800年（寛政12年）『狂歌うひまなび』を刊行した。温雅な作風が特徴で、没年まで江戸狂歌界の重鎮として活躍した。

## 著作
- 『狂歌若葉集』近江屋本十郎（前川六左衞門）、武村嘉兵衞、敦賀屋九兵衞、1783年（天明3 年）。
- 『狂歌うひまなび』（金鶏野客、酔斎庵）、1800年（寛政12年）。